# Waarom heb jij me laten staan?
Waarom heb jij me laten staan? is de debuutsingle van het Nederlandse dansorkest De Heikrekels uit 1967. Het stond in 1968 als eerste track op het titelloze debuutalbum van de groep.

## Achtergrond
Waarom heb jij me laten staan? is geschreven door Wim van Gennip en geproduceerd door Johnny Hoes. Het is een smartlap waarin de liedverteller zingt over een meisje dat hem in de steek heeft gelaten. In de eerste maanden dat het lied werd uitgebracht, was het vooral een succes in Brabant en Limburg. Het werd later opgepikt door Radio Veronica en de Hilversumse radiozenders, waarna het een steeds grotere hit werd, met een gouden plaat als resultaat. De B-kant van de single is Zandvoort aan Zee, een lied eveneens door Van Gennip geschreven en als tiende track op het debuutalbum te vinden.

## Hitnoteringen
Het lied was zowel in Nederland als België succesvol. In de Vlaamse Ultratop 50 kwam het tot de veertiende plaats in de twaalf weken dat het in de lijst stond. De piekpositie in de Nederlandse Top 40 was de zesde plaats, en het stond maar liefst 34 weken in deze lijst. Ondanks dat het niet de hoogste notering in die lijst had, maar doordat het er zo lang in stond, stond het in 1967 bovenaan de Top 40-jaarlijst. Doordat het zo langzaam een hit werd, kan het worden gezien als een sleeper hit.